# Лангамер, Даниэл
Даниэ́л Ланга́мер (чеш. Daniel Langhamer; 20 марта 2003, Прага) — чешский футболист, полузащитник клуба «Млада-Болеслав», выступающий на правах аренды за клуб «Теплице».

## Клубная карьера
Лангамер является воспитанником футбольной академии пражской «Славии», в которой занимался с 2011 по 2020 год. В 2020 году перешёл в «Млада-Болеслав». С тех пор регулярно выступал за резервную команду, а также провёл несколько матчей за основной состав в чемпионате Чехии.
В сезонах 2021—2024 проходил аренды в различных клубах чешских лиг: «Пршибрам», «Селье и Белло», «Хрудим». Особенно результативным стал сезон 2023/24 в «Хрудиме», где он забил 8 голов в 30 матчах.
Зимой 2025 года был отдан в аренду в клуб Первой лиги «Теплице».

## Карьера в сборной
Играл за юношеские сборные Чехии (U17, U19, U20). С 2024 по 2025 год выступал за молодёжную сборную Чехии.
5 июня 2025 года был включен в окончательную заявку молодёжной сборной на молодёжный чемпионат Европы 2025.